# 5005 Kegler
Az 5005 Kegler (ideiglenes jelöléssel 1988 UB) a Naprendszer kisbolygóövében található aszteroida. Ueda Szeidzsi és Kaneda Hirosi fedezte fel 1988. október 16-án.